# Hermon (Afrique du Sud)
Pour les articles homonymes, voir Hermon.
Hermon est un village d’Afrique du Sud situé à 22 km au nord de Wellington.